# Haaruitval
Haaruitval of alopecie is het bovenmatig verliezen van hoofdharen. Per dag verliest de gemiddelde mens ongeveer 100 haren, dit heeft geen zichtbare gevolgen aangezien er ook weer ongeveer 100 haren per dag bij groeien. Verliest men echter beduidend meer haren per dag dan spreekt men van haaruitval. Dit kan ook zichtbare gevolgen hebben in de vorm van het uitdunnen van de haardos en na verloop van tijd kunnen er kale plekken op het hoofd ontstaan. Haaruitval begint over het algemeen boven op het hoofd of rond de kruin. 
Haaruitval kan ontstaan door hormonen, stress, vermoeidheid, ongezonde voeding, roken of als bijwerking van bepaalde medicijnen. Haaruitval bij mannen kan met het geneesmiddel finasteride worden afgeremd.
Bij verschillende ziekten, zoals kanker, is haaruitval een gevolg van de behandeling.

## Soorten haaruitval
Er zijn veel verschillende soorten haaruitval, onder andere:
- alopecia androgenetica, ofwel klassieke mannelijke haaruitval, zeer veelvoorkomend;
- alopecia areata, een pleksgewijze vorm, uiting van een auto-immuunproces;
- kaalheid door stoffen die de haarwortel aantasten:
  - thalliumvergiftiging;
  - Ook na behandeling met middelen tegen kanker treedt vaak (meestal tijdelijke) haaruitval op;
- en bij bepaalde andere, zeldzame ziekten kan haarverlies op treden:
  - Bij syfilis kan een 'mottig' kaalheidspatroon ontstaan.
  - Verlittekenende alopecia: allerlei ziektes kunnen de haarzakjes doen verlittekenen en zo tot (blijvende) kale plekken leiden.
  - Plaatselijke diepe infecties van de huid met schimmels kletskop (favus)
  - 'Dissecting folliculitis of the scalp'
  - Lichen planus of een variant daarvan: frontale fibroserende alopecia
  - Chronische discoïde lupus erythematodes
  - Bulleus pemfigoïd (type Brunsting-Perry)
- Ook door het -bewust of onbewust- uittrekken van haren kunnen kale plekken ontstaan. Als dit herhaaldelijk gebeurt bij dezelfde haarwortels kan deze kaalheid onomkeerbaar zijn.
  - Bij traction alopecia gebeurt dit door het haar (te) strak in staarten of vlechten bijeen te trekken.
  - Trichotillomanie is het zelf dwangmatig uittrekken van haren.